# Dirk Fok van Slooten
Dirk Fok van Slooten (Amersfoort, 17 maart 1891 - Amsterdam, 7 maart 1953) was een Nederlandse botanicus.
Van Slooten behaalde zijn doctoraal aan de Universiteit van Utrecht in 1919. In dat jaar werd hij ook aangesteld als assistent van 's Lands Plantentuin te Buitenzorg (later: Kebun Raya Bogor). In 1948 werd hij directeur van deze botanische tuin. In 1951 ging hij met pensioen en keerde terug naar Amsterdam.
- Author citation (botany): Slooten
- Nederlandse Thesaurus van Auteursnamen: 086629948
- Virtual International Authority File: 290454024
- WorldCat: E39PBJqKfHFTk7XdFwgTGVxv73